# Кандидо, Камило
Ками́ло Дамиа́н Ка́ндидо Аки́но (исп. Camilo Damián Cándido Aquino; род. 2 июня 1995, Монтевидео) — уругвайский футболист, левый защитник (латераль) мексиканского клуба «Крус Асуль». В 2021 году впервые вызван в сборную Уругвая.

## Биография
Камило Кандидо — воспитанник «Рамплы Хуниорс». В основном составе «красно-зелёных» дебютировал 7 июня 2015 года в матче чемпионата Уругвая против «Дефенсор Спортинга» (0:0). В следующем сезоне «Рампла» играла во Втором дивизионе Уругвая, и Кандидо вместе с командой стал победителем турнира, завоевав право на возвращение в Примеру. В 2018 году на правах аренды был отдан в аргентинский «Сан-Мартин» из Сан-Хуана, однако за полгода так и не сыграл ни в одном матче за эту команду. В 2019—2021 годах выступал за столичный «Ливерпуль». Кандидо помог «чёрно-синим» в 2019 году выиграть Промежуточный турнир, а в 2020 году выиграл Суперкубок Уругвая. Камило стал одним из ведущих защитников чемпионата, и в 2021 году перешёл в стан чемпионов страны — «Насьоналя». В июле 2023 года отправился в аренду в бразильскую «Баию» до июля 2024 года. 27 декабря 2023 года перешёл в мексиканский «Крус Асуль».
В конце мая 2021 года Оскар Вашингтон Табарес вызвал Камило Кандидо в сборную Уругвая вместо травмированного Хоакина Пикереса.
Был включён в состав сборной на Кубок Америки 2021.

## Титулы и достижения
- Победитель Второго дивизиона Уругвая (1): 2015/16
- Обладатель Суперкубка Уругвая (2): 2020, 2021